# Tellervo gariata
Tellervo gariata är en fjärilsart som beskrevs av Hans Fruhstorfer 1910. Tellervo gariata ingår i släktet Tellervo och familjen praktfjärilar. Inga underarter finns listade i Catalogue of Life.